# Cymatium cynocephalum
Cymatium cynocephalum är en snäckart som först beskrevs av Jean-Baptiste Lamarck 1816.  Cymatium cynocephalum ingår i släktet Cymatium och familjen Ranellidae. Inga underarter finns listade i Catalogue of Life.